# Императрица Екатерина II (линейный корабль)
«Императрица Екатерина II» — парусный линейный корабль Черноморского флота Российской империи, находившийся в составе флота с 1831 по 1847 год. Участник Босфорской экспедиции и создания Кавказской укреплённой береговой линии. Во время несения службы использовался для высадки десантов, перевозки войск и участия в практических плаваниях в Чёрном море, а в последние годы службы провёл в роли блокшива.

## Описание корабля
Парусный линейный корабль, длина корабля составляла 58,5 метра, ширина — 15,5 метра, а осадка — 4,6 метра. Вооружение корабля по сведениям из различных источников составляли от 84 до 96 орудий. Экипаж корабля состоял из 745 человек.

## История службы
Линейный корабль «Императрица Екатерина II» был заложен 27 августа (8 сентября) 1829 года на стапеле Спасского адмиралтейства в Николаеве и после спуска на воду 31 июля (12 августа) 1831 года вошёл в состав Черноморского флота России. Строительство вёл кораблестроитель М. И. Суровцов. В следующем 1832 году корабль перешёл из Николаева в Севастополь.
В кампанию 1833 года в составе эскадры под общим командованием контр-адмирала М. П. Лазарева принимал участие в экспедиции Черноморского флота на Босфор. 2 (14) февраля корабли эскадры покинули Севастополь и к 8 (20) февраля прибыли в Буюк-дере. 28 июня (10 июля) на корабли были погружены войска и эскадра вышла из пролива Босфор обратно в Чёрное море. Высадив войска в Феодосии к 22 июля (3 августа) корабли эскадры вернулись в Севастополь. Во время экспедиции командир корабля капитан 1-го ранга Л. И. Черников был награждён турецкой золотой медалью.
В кампании 1834, 1835 и 1837 годов в составе эскадр кораблей Черноморского флота принимал участие в практических плаваниях в Чёрном море. В марте и апреле 1837 года также находился в составе эскадры, которая перевозила войска 13-й дивизии из Одессы в Севастополь. 
Принимал участие в создании Кавказской укреплённой береговой линии. В кампанию 1838 года 13 (25) апреля в составе эскадры контр-адмирала Ф. Г. Артюкова принимал участие в высадке десантов, основавших форт Александрия в устье реки Сочи, 12 (24) мая в составе эскадры вице-адмирала М. П. Лазарева — в высадке десантов, основавших Вельяминовское укрепление в устье реки Туапсе, 10 (22) июля в составе эскадры контр-адмирала С. П. Хрущова — в высадке десантов, основавших Тенгинское укрепление в устье реки Шапсухо, а 12 (24) сентября вновь в составе эскадры М. П. Лазарева высаживал десант в Цемесской бухте. В этом же году командир корабля капитан 2-го ранга С. А. Стерленгов был награждён орденом Святой Анны II степени. В кампанию следующего 1839 года снова принимал участие в высадке десантов: 3 (15) мая в составе эскадры М. П. Лазарева в устье реки Субаши, а 7 (19) июля составе эскадры С. П. Хрущова в устье реки Псезуапсе. Высадившиеся десанты основали Головинское и Лазаревское укрепления соответственно. 10 (22) мая и 22 мая (3 июня) 1840 года в составе эскадры вице-адмирала М. П. Лазарева высаживал десанты для взятия Вельяминовского и Лазаревского фортов, ранее захваченных горцами.
В апреле 1841 года находился в составе отряда, перевозившего войска из Керчи в Геленджик. В кампании с 1842 по 1844 годов вновь принимал участие в практических плаваниях в составе эскадр кораблей Черноморского флота.
В 1845 году линейный корабль «Императрица Екатерина II» был отчислен к порту, а в кампанию 1847 года переоборудован в блокшив.

## Командиры корабля
Командирами линейного корабля «Императрица Екатерина II» в разное время служили:
- капитан 1-го ранга Л. И. Черников (1832—1835 годы)[9];
- капитан 2-го ранга, а с 26 марта (7 апреля) 1839 года капитан 1-го ранга С. А. Стерленгов (1837—1844 годы)[10].